# 通往绞刑架的电梯
《通往绞刑架的电梯》（法語：Ascenseur pour l'échafaud）是一部1958年路易·馬盧执导犯罪片，由珍妮·摩露和莫里斯·罗内主演。影片讲述一对露水夫妻的谋杀计划因为电梯故障而泡汤的故事，改编自1956年诺埃尔·卡莱夫的同名小说。

## 剧情
弗洛朗丝·卡拉拉和朱利安·塔韦尼耶有着不正当的关系，两人计划杀死弗洛朗丝的丈夫西蒙·卡拉拉。西蒙是一位富有的实业家，也是朱利安的老板。朱利安原来是外籍兵团的伞兵军官，曾参加过印度支那和阿尔及利亚战争。某个星期六，朱利安工作到很晚，他用绳子从办公楼外墙爬上西蒙所在的楼层，用枪打死了西蒙，并把案发现场布置得像自杀一样。随后，朱利安上了他停在街上的雪佛兰敞篷车，抬头一看，发现绳子还挂在办公楼外墙上。朱利安赶忙回到办公楼，正乘电梯上楼时，门卫关闭了电源，朱利安便被卡在两层楼之间。
由于朱利安匆忙之间忘了把敞篷车熄火，不一会儿，敞篷车就被一对年轻夫妇偷走了。两人分别是小混混路易和花店店员韦罗妮克。弗洛朗丝此时正在附近的一家咖啡馆等着朱利安，看到敞篷车开过去，韦罗妮克斜倚在窗外，便以为朱利安和韦罗妮克私奔了。路易和韦罗妮克开车到了一家乡下汽车旅馆，用朱利安·塔韦尼耶夫妇的名义登记，住了下来。在汽车旅馆里，他们认识了德国游客霍斯特·本克特和他的妻子弗里达。弗里达用朱利安的相机给路易和她的丈夫拍了几张相片，随后韦罗妮克把胶卷带到汽车旅馆旁边的照相室冲洗。
本克特睡觉后，路易想偷他们的梅赛德斯-奔驰300 SL开走，但被本克特抓了现行。本克特用一根雪茄烟管假装枪威胁他，但路易掏出朱利安的手枪，将本克特夫妇射杀。路易和韦罗妮克回到巴黎，躲在韦罗妮克的公寓里。韦罗妮克认为两人的罪行一定会被警方追查到，于是说服路易和她一起吃药自杀。
本克特夫妇的尸体终于被发现。同在现场的还有朱利安的汽车、手枪和大衣。朱利安因此成为谋杀案的主要嫌疑人，早报也刊登出了朱利安的照片。警察带着门卫来到办公楼，门卫打开了电源，电梯开始正常运转。朱利安逃出办公楼后，在咖啡馆点咖啡和羊角面包时被人认出，随后被警察逮捕。警察指控朱利安杀害本克特夫妇，并不相信他所说的困在电梯里的不在场证明。另一边，警察在办公楼里发现了西蒙的尸体，但认为他是自杀的。
弗洛朗丝决心还朱利安清白，开始寻找韦罗妮克。韦罗妮克和路易吃了药并没有死。弗洛朗丝来到韦罗妮克住所找两人对质并报警。路易原本以为没有证据能够证明他与案件有关，但韦罗妮克提醒了他照片的事。路易连忙赶到照相室，然而警察早已将照片冲洗出来，便逮捕了路易。
而除了当晚所拍的照片，朱利安的照相机里还有早先他和弗洛朗丝拍的照片，表明朱利安和弗洛朗丝确有不正当关系，有杀害西蒙的动机。跟踪路易到照相室的弗洛朗丝也被警察逮捕，她和朱利安都将因杀害西蒙受审。

## 演员
- 珍妮·摩露 饰 弗洛朗丝·卡拉拉
- 莫里斯·罗内（英语：Maurice Ronet） 饰 朱利安·塔韦尼耶
- 乔治·普茹利（英语：Georges Poujouly） 饰 路易
- 尤瑞·拜尔廷（英语：Yori Bertin） 饰 韦罗妮克
- 吉恩·沃尔（英语：Jean Wall） 饰 西蒙·卡拉拉
- 伊万·彼得罗维奇（英语：Iván Petrovich） 饰 霍斯特·本克特
- 费利克斯·马丁（德语：Félix Marten） 饰 克里斯蒂安·叙贝尔维
- 利诺·文图拉（英语：Lino Ventura） 饰 警察局长
- 埃尔加·安德森（英语：Elga Andersen） 饰 弗里达·本克特
- 查尔斯·丹纳（英语：Charles Denner） 饰 警务督察

讓-克洛德·布里亞利在本片中客串汽车旅馆的一位顾客。